# Idaea halmaea
Idaea halmaea, bướm sóng hai đốm, là một loài bướm đêm thuộc họ Geometridae. Loài này được Edward Meyrick mô tả lần đầu tiên vào năm 1888. Nó được tìm thấy ở Úc, bao gồm cả Tasmania.